# Eucalyptus caliginosa
Eucalyptus caliginosa là một loài thực vật có hoa trong Họ Đào kim nương. Loài này được Blakely & McKie mô tả khoa học đầu tiên năm 1934.